# FIFA Ballon d'or 2014
Navigation
Édition précédente Édition suivante
Le FIFA Ballon d'or 2014 est la cinquième édition du gala récompensant les meilleurs joueurs, entraîneurs, présidents et fédérations de football du monde au cours de l'année civile 2014, à la suite de la fusion entre le Ballon d'or de France Football et le prix de Meilleur footballeur de l'année FIFA en 2010. Il est décerné le lundi 12 janvier 2015, au Palais des congrès de Zurich, et voit la victoire du Portugais Cristiano Ronaldo, devant Lionel Messi et Manuel Neuer.

## Votes
Pour cette édition 2014 du Ballon d'Or et dans une année marquée par la Coupe du monde 2014 au Brésil, trois favoris se détachent pour l'obtention du trophée:
- Cristiano Ronaldo, candidat à sa propre succession et vainqueur d'un doublé Ligue des Champions / Coupe du Roi avec le Real Madrid. Il réalise une saison individuelle exceptionnelle marquant 61 buts en 60 matchs dont 17 en Ligue des Champions. Néanmoins, son élimination précoce au premier tour de la Coupe du monde est le principal point négatif de sa saison.
- Lionel Messi, quadruple lauréat et finaliste de la Coupe du monde, se voyant attribuer le titre de meilleur joueur du tournoi. Malgré ses 58 buts en 66 matchs, sa saison reste décevante comparée à ses précédentes en raison d'une saison blanche en club, avec une deuxième place en championnat, une élimination en quarts de finale de Ligue des Champions contre l'Atletico de Madrid et une finale de Coupe du Roi perdue face au Real Madrid.
- Manuel Neuer qui peut devenir le premier gardien depuis Lev Yachine à remporter le trophée et seulement le deuxième gardien de l'histoire à inscrire son nom au palmarès du Ballon d'or. Fort de ses performances spectaculaires en Coupe du monde couronnée d'un titre de meilleur gardien du tournoi et surtout d'une victoire finale face à l'Argentine de Messi, il est le premier gardien à faire partie du podium final d'un Ballon d'or depuis Gianluigi Buffon en 2006. La seule tache à son dossier est sa défaite en demi-finale de Ligue des Champions face au Real Madrid de Ronaldo auteur d'un doublé lors du match retour.

D'autres outsiders se présentent aussi pour cette édition du Ballon d'Or. C'est le cas pour Arjen Robben, troisième du mondial brésilien, Thomas Müller et Philipp Lahm, champions du monde, Neymar ou encore Ángel Di María, finaliste du mondial et vainqueur de la Ligue des Champions tout en étant nommé homme du match de la finale.
Comme chaque année, Lionel Messi et Cristiano Ronaldo, capitaines de leurs sélections respectives et pouvant donc prendre part au vote, choisissent de voter pour leurs coéquipiers en clubs ou en sélections. Messi vote pour Ángel Di María, Andrés Iniesta et Javier Mascherano tandis que Ronaldo vote pour Sergio Ramos, Gareth Bale et Karim Benzema.

## Football masculin

### FIFA Ballon d'or

#### Finalistes
| Rang | Nom               | Club          | Sélection nationale | Pourcentage |
| ---- | ----------------- | ------------- | ------------------- | ----------- |
| 1    | Cristiano Ronaldo | Real Madrid   | Portugal            | 37,66 %     |
| 2    | Lionel Messi      | FC Barcelone  | Argentine           | 15,76 %     |
| 3    | Manuel Neuer      | Bayern Munich | Allemagne           | 15,72 %     |

Finalement, le vote est beaucoup moins serré qu'attendu, Cristiano Ronaldo remportant largement le trophée avec un pourcentage de 37,66 % largement supérieur à ceux de Lionel Messi (15,76 %), son dauphin pour la deuxième année consécutive et Manuel Neuer qui échoue à seulement 0,04 % de la deuxième place (15,72 %).

#### Nommés

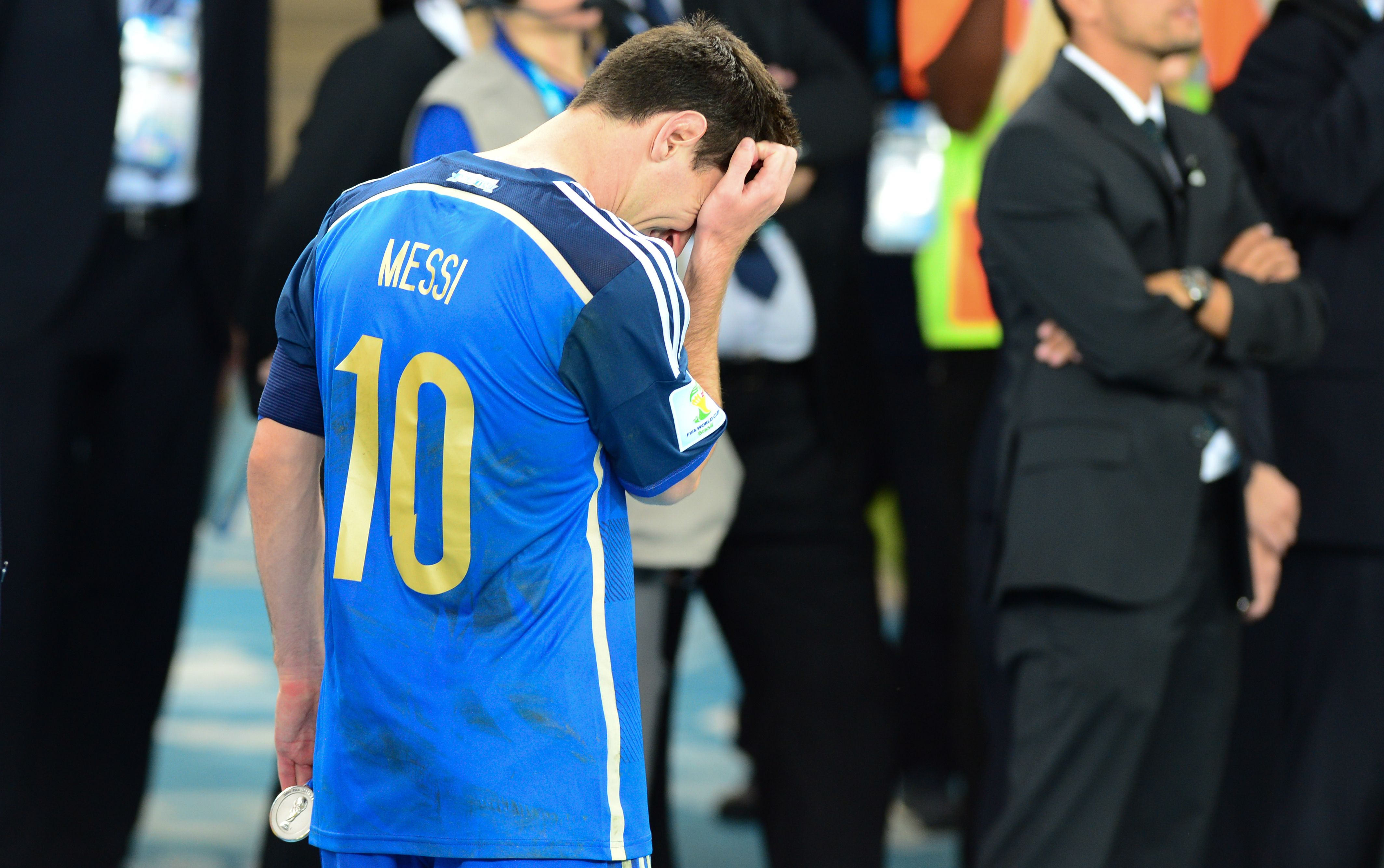
Après sa finale perdue au mondial avec lAlbiceleste, Lionel Messi se retrouve à la deuxième place du FIFA Ballon d'Or pour la deuxième année consécutive

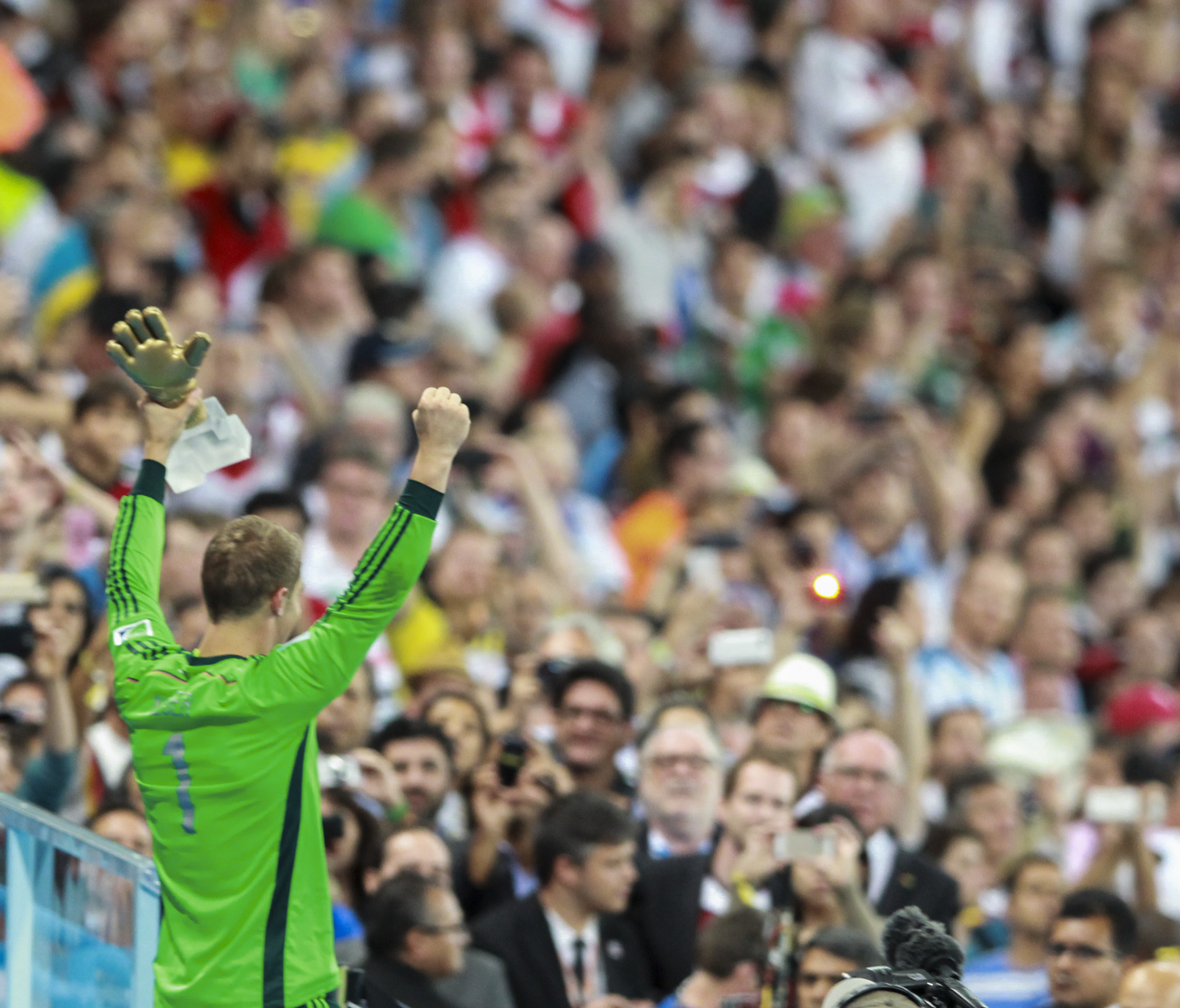
Malgré sa victoire en Coupe du monde, Manuel Neuer doit se contenter de la troisième place.

| Rang | Nom                    | Club                          | Sélection nationale | Pourcentage |
| ---- | ---------------------- | ----------------------------- | ------------------- | ----------- |
| 4    | Arjen Robben           | Bayern Munich                 | Pays-Bas            | 7,17 %      |
| 5    | Thomas Müller          | Bayern Munich                 | Allemagne           | 5,42 %      |
| 6    | Philipp Lahm           | Bayern Munich                 | Allemagne           | 2,90 %      |
| 7    | Neymar                 | FC Barcelone                  | Brésil              | 2,21 %      |
| 8    | James Rodríguez        | AS Monaco Real Madrid         | Colombie            | 1,47 %      |
| 9    | Toni Kroos             | Bayern Munich Real Madrid     | Allemagne           | 1,43 %      |
| 10   | Ángel Di María         | Real Madrid Manchester United | Argentine           | 1,29 %      |
| 11   | Diego Costa            | Atlético de Madrid Chelsea FC | Espagne             | 1,02 %      |
| 12   | Gareth Bale            | Real Madrid                   | Pays de Galles      | 1,00 %      |
| 12   | Zlatan Ibrahimović     | Paris Saint-Germain           | Suède               | 1,00 %      |
| 14   | Yaya Touré             | Manchester City               | Côte d'Ivoire       | 0,86 %      |
| 15   | Mario Götze            | Bayern Munich                 | Allemagne           | 0,84 %      |
| 16   | Karim Benzema          | Real Madrid                   | France              | 0,75 %      |
| 17   | Andrés Iniesta         | FC Barcelone                  | Espagne             | 0,67 %      |
| 18   | Bastian Schweinsteiger | Bayern Munich                 | Allemagne           | 0,57 %      |
| 19   | Javier Mascherano      | FC Barcelone                  | Argentine           | 0,55 %      |
| 20   | Thibaut Courtois       | Atlético de Madrid Chelsea FC | Belgique            | 0,51 %      |
| 21   | Eden Hazard            | Chelsea                       | Belgique            | 0,47 %      |
| 22   | Paul Pogba             | Juventus                      | France              | 0,40 %      |
| 23   | Sergio Ramos           | Real Madrid                   | Espagne             | 0,33 %      |

### Entraîneur de l’année FIFA pour le football masculin
Finalistes et nommés pour le titre d'entraîneur de l’année FIFA masculin.
Finalistes :
| Rang | Entraîneur      | Club/Sélection     | Pourcentage |
| ---- | --------------- | ------------------ | ----------- |
| 1    | Joachim Löw     | Allemagne          | 36,23       |
| 2    | Carlo Ancelotti | Real Madrid        | 22,06       |
| 3    | Diego Simeone   | Atlético de Madrid | 19,02       |

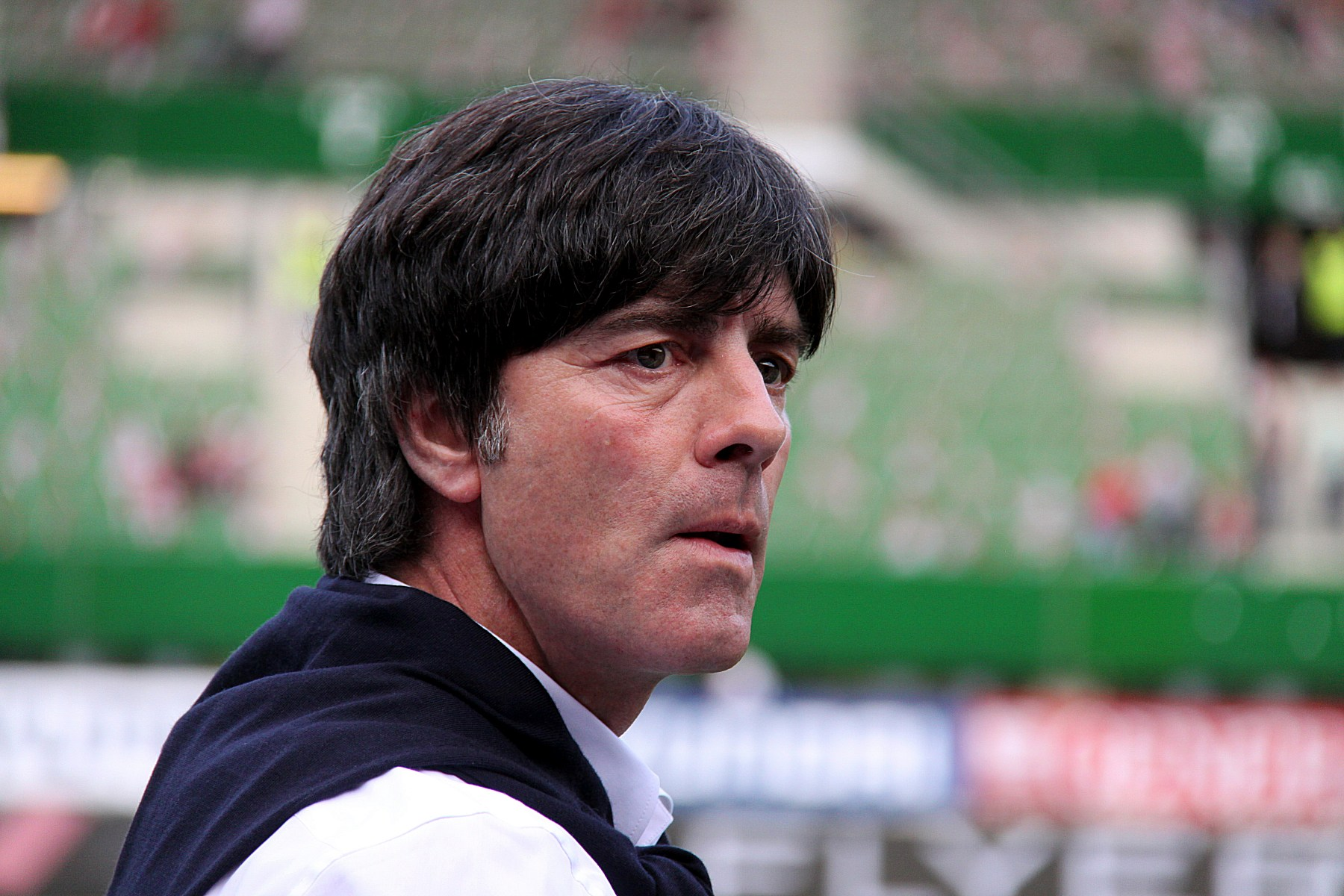
Joachim Löw élu Entraîneur de l'année FIFA pour le football masculin

Autres nommés, classés par pourcentage de votes :
| Rang | Entraîneur        | Club/Sélection             | Pourcentage |
| ---- | ----------------- | -------------------------- | ----------- |
| 4    | Pep Guardiola     | Bayern Munich              | 8,67        |
| 5    | José Mourinho     | Chelsea FC                 | 6,16        |
| 6    | Louis van Gaal    | Pays-Bas Manchester United | 3,15        |
| 7    | Alejandro Sabella | Argentine                  | 2,21        |
| 8    | Antonio Conte     | Juventus Italie            | 1,12        |
| 9    | Jürgen Klinsmann  | États-Unis                 | 0,71        |
| 10   | Manuel Pellegrini | Manchester City            | 0,67        |

### FIFA/FIFPro World XI
Le FIFA/FIFPro World XI est une sélection annuelle des meilleurs joueurs de football organisée par la FIFPro et la Fédération internationale de football association (FIFA).

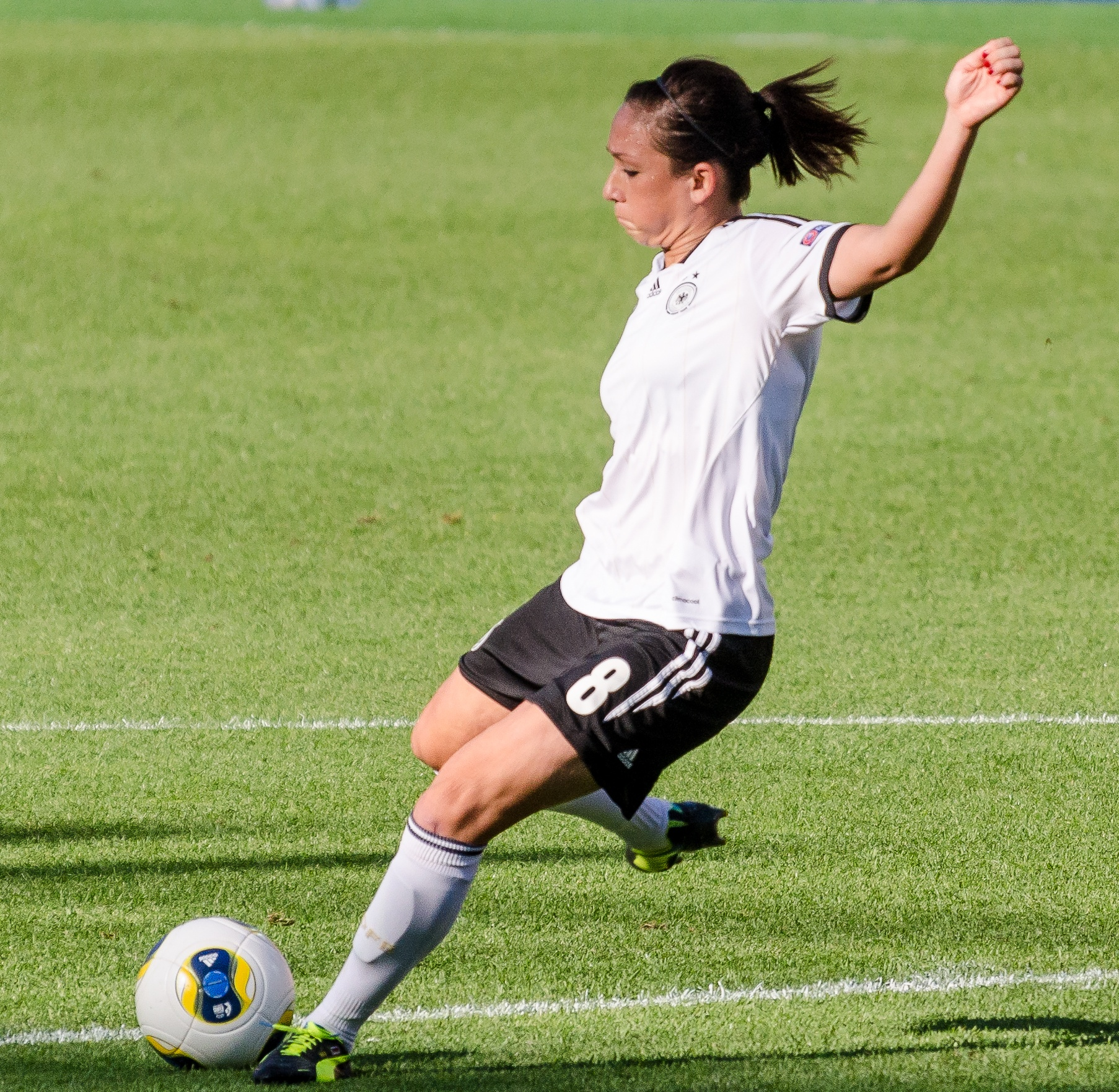
Nadine Kessler, lauréate du trophée

| Poste             | Joueur            | Nat.      | Club                |
| ----------------- | ----------------- | --------- | ------------------- |
| Gardien de but    | Manuel Neuer      | Allemagne | Bayern Munich       |
| Défenseur         | David Luiz        | Brésil    | Paris Saint-Germain |
| Défenseur         | Sergio Ramos      | Espagne   | Real Madrid         |
| Défenseur         | Thiago Silva      | Brésil    | Paris Saint-Germain |
| Défenseur         | Philipp Lahm      | Allemagne | Bayern Munich       |
| Milieu de terrain | Andrés Iniesta    | Espagne   | FC Barcelone        |
| Milieu de terrain | Toni Kroos        | Allemagne | Real Madrid         |
| Milieu de terrain | Ángel Di María    | Argentine | Manchester United   |
| Attaquant         | Arjen Robben      | Pays-Bas  | Bayern Munich       |
| Attaquant         | Lionel Messi      | Argentine | FC Barcelone        |
| Attaquant         | Cristiano Ronaldo | Portugal  | Real Madrid         |

## Football féminin

### Joueuse mondiale de la FIFA
| Rang | Nom                   | Club                   | Sélection nationale | Pourcentage |
| ---- | --------------------- | ---------------------- | ------------------- | ----------- |
| 1    | Nadine Keßler         | VfL Wolfsbourg         | Allemagne           | 17,52       |
| 2    | Marta Vieira da Silva | FC Rosengård           | Brésil              | 14,16       |
| 3    | Abby Wambach          | Western New York Flash | États-Unis          | 13,33       |

## Prix Puskás

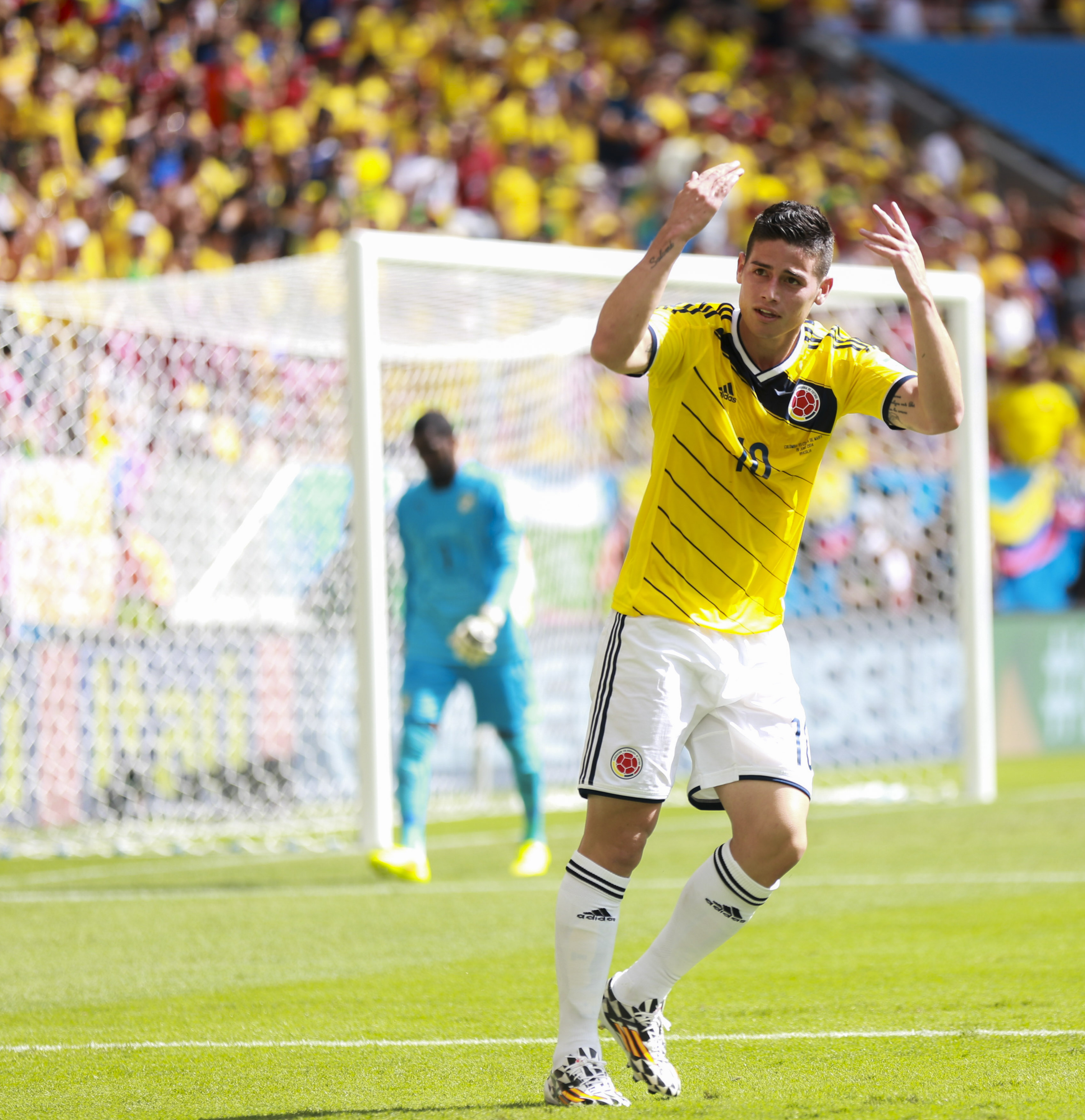
James Rodríguez, vainqueur du prix Puskás 2014

Le Colombien James Rodríguez remporte le prix Puskás pour son but marqué contre l'Uruguay le 28 juin 2014 lors de la Coupe du monde au Brésil. Les autres finalistes étaient Stéphanie Roche et Robin van Persie, pour le premier but des Pays-Bas face à l'Espagne, également lors de la coupe du monde.

## Prix du Président de la FIFA
Le journaliste sportif Japonais Hiroshi Kagawa, ancien footballeur professionnel, remporte ce prix.

## Distinction Fair-play de la FIFA
Ce prix revient aux volontaires de la FIFA.

## Présentatrice
La cérémonie de remise des prix est présentée par la journaliste Kate Abdo.